# Itaporanga d'Ajuda
Pour les articles homonymes, voir Itaporanga.
Itaporanga d'Ajuda est une ville brésilienne du sud de l'État du Sergipe.

## Géographie
Itaporanga d'Ajuda se situe à une latitude de 10° 59' 52" sud et par une longitude de 37° 18' 39" ouest, à une altitude de 9 mètres.
Sa population était de 28 122 habitants au recensement de 2007. La municipalité s'étend sur 757 km2.
Elle fait partie de la microrégion d'Estância, dans la mésorégion Est du Sergipe.

## Maires
| Période | Période | Identité                      | Étiquette | Qualité |
| ------- | ------- | ----------------------------- | --------- | ------- |
| 2004    | 2008    | Maria das Graças Sousa Garcez | PSDB      |         |
| 2008    | 2012    | César Fonseca Mandarino       | PSC       |         |